# Edward Griffith
Edward Griffith (1790–8 de janeiro de 1858) foi um naturalista amador e procurador do Reino Unido. Escreveu a obra General and Particular Descriptions of the Vertebrated Animals em 1821, e traduziu para o inglês a obra de Georges Cuvier Règne animal, fazendo consideráveis edições entre 1827–1835. Foi membro da Sociedade Zoológica de Londres.